# David Dastmalchian
David Dastmalchian (/dəsˈmɔːltʃən/; sinh ngày 29 tháng 2 năm 1984) là một nam diễn viên người Mỹ. Lớn lên ở bang Kansas, anh từng theo học trường sân khấu kịch Đại học DeDePaul. Anh được biết đến qua vai Kurt trong Ant-Man (hãng Marvel, năm 2015).

## Danh sách phim

### Điện ảnh
| Năm  | Tên                              | Vai               | Ghi chú |
| ---- | -------------------------------- | ----------------- | ------- |
| 2008 | Kỵ sĩ bóng đêm                   | Thomas Schiff     |         |
| 2009 | Horsemen                         | Terrence          |         |
| 2012 | Say When                         | Damon             |         |
| 2012 | Cass                             | Joshua Whitmore   |         |
| 2012 | Virgin Alexander                 | Hank              |         |
| 2014 | Angry Video Game Nerd: The Movie |                   |         |
| 2015 | Chronic                          | Bernard           |         |
| 2015 | Người Kiến                       | Kurt              |         |
| 2017 | The Belko Experiment             | Lonny             |         |
| 2017 | Blade Runner 2049                | Coco              |         |
| 2018 | Người Kiến và Chiến bing Ong     | Kurt              |         |
| 2018 | Bird Box                         |                   |         |
| 2019 | A Million Little Pieces          |                   |         |
| 2023 | Oppenheimer                      | William L. Borden |         |